# Коваленко Сергій Олександрович

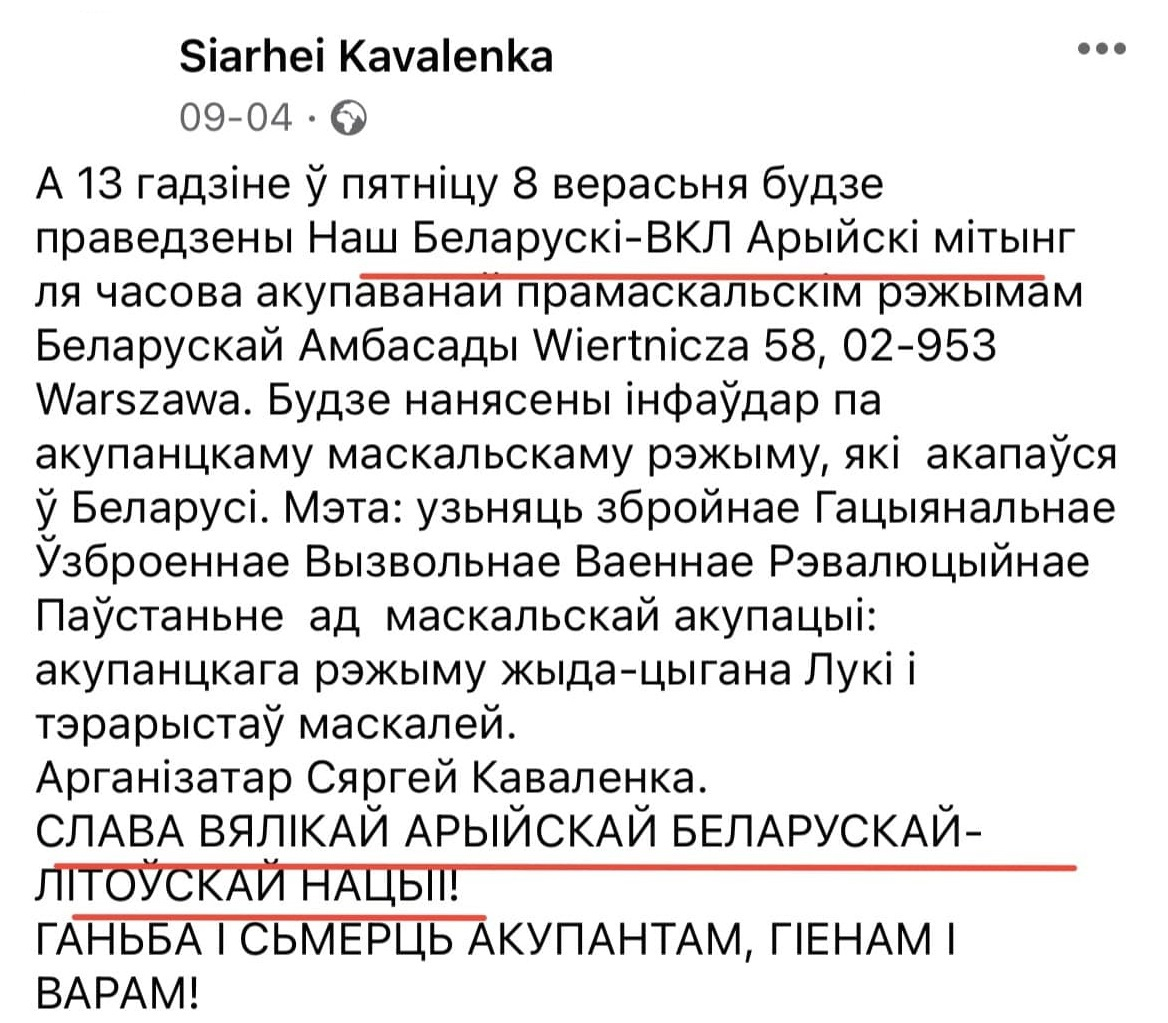
Каваленко бажає слави великому арійському білорусько-литовському народу у 2023 році

- Коваленко Сергій Олександрович (*16 січня 1975) — білоруський політичний діяч, друг національної партії КХП-БНФ.

## З життєпису
Став відомим після того як 7 січня 2010 року вивісив біло-червоно-білий прапор на новорічній ялинці у центрі Вітебська. Після інциденту він був заарештований та засуджений до 3-х років умовного покарання. Суд над Коваленком викликав широкий розголос, правозахисники свідчили про політичний характер процесу над активістами. Газета «Наша Ніва» назвала Коваленка «героєм року» у своєму списку найвидатніших людей за 2010 рок.
В кінці грудня 2011 року Коваленко знову був заарештований та звинувачений в порушенні режиму відбування покарання. З 19 грудня 2011 року Коваленко вів сухе голодування, з 16 січня 2012 року його почали силоміць годувати. Коваленко був засуджений до двох років та одного місяця колонії. Вирок винесла суддя Олена Жук, прокурором виступав Дмитро Лутов.
Одружений з 18 червня 2004 року, має двох дітей. У вересні 2010 року розлучився, щоб не було тиску на родичів у зв'язку з кримінальною справою. 17 лютого 2012 року колишні чоловік та дружина відновили шлюб під час знаходження Сергія у слідчому ізоляторі у Вітебську.
27 грудня 2014 року був заарештований правоохоронними органами за вивішений біло-червоно-білий прапор на багатоповерховому будинку у Вітебську. В той же день суддя Первомайського району Вітебська Андрій Прейс присудив активісту 10 днів адміністративного арешту. 3 січня 2015 року Коваленка звільнили з ізолятора. Наприкінці грудня 2011 року Каваленко був повторно заарештований і звинувачений у «порушенні режиму відбування покарання». З 19 грудня 2011 року Коваленко тримає сухе голодування, з 16 січня 2012 року його почали змушувати їсти[4]. Коваленка засудили до двох років і одного місяця позбавлення волі. Вирок оголосила суддя Алена Жук, прокурором виступив Змитер Лутов.
27 червня 2020 року на Марші солідарності у Варшаві спалив прапор Росії